# Сарысу (Туркестанская область)
Сарысу (каз. Сарысу) — село в Сарыагашском районе Туркестанской области Казахстана. Входит в состав Дарбазинского сельского округа. Код КАТО — 515449700.

## Население
В 1999 году население села составляло 510 человек (258 мужчин и 252 женщины). По данным переписи 2009 года, в селе проживало 427 человек (210 мужчин и 217 женщин).